# Sylvia Beach

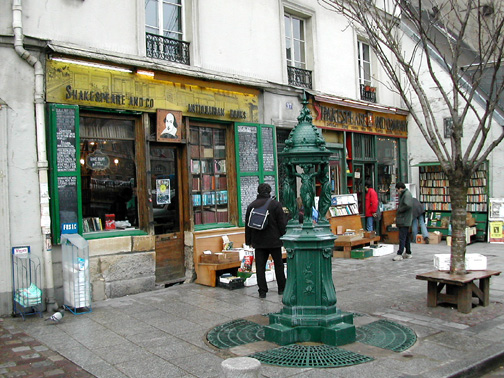
La librería Shakespeare and Company de París, en 2004.

Sylvia Beach, nacida Nancy Woodbridge Beach (Baltimore, Maryland; 14 de marzo de 1887-París, Francia; 5 de octubre de 1962), fue una librera y editora estadounidense, y una de las principales figuras entre los expatriados de dicha nacionalidad que vivieron en París entre la Primera y la Segunda Guerra Mundial. 

## Biografía
Sylvia Beach era hija de un pastor presbiteriano. Vivió en Baltimore. En 1901 la familia se trasladó a París cuando su padre fue nombrado coadjutor de la Iglesia Americana de París. La familia se mantuvo allí hasta que su padre fue trasladado a Princeton en 1905. A partir de esa fecha, Sylvia Beach hizo varios viajes de ida y vuelta por Europa, vivió dos años en España, trabajó en la Cruz Roja y en la International Commission on the Balkan Wars.
Sylvia Beach se mudó a París en 1916.
En la década de 1920, Beach regentaba la librería Shakespeare and company, en París. En 1922 fue la primera editora de la importante novela Ulises, del irlandés James Joyce, que no había encontrado editorial interesada hasta entonces.
En su librería se reunían los más destacados escritores e intelectuales anglosajones de la época que, a la sazón, vivían en París: Man Ray, Ezra Pound, Ernest Hemingway, Samuel Beckett, el mencionado Joyce, además de los franceses Valery Larbaud, André Gide, Paul Valéry y el psicoanalista Jacques Lacan.
En la misma calle tenía su librería Adrienne Monnier, La maison des amis des livres. Mantuvieron una relación de socias y amantes durante más de 17 años.
En 1941, durante la ocupación alemana, la librera rehusó vender la primera copia de la novela Finnegans Wake, de James Joyce, a un oficial alemán. Fue arrestada e internada en un campo durante seis meses y la librería se cerró. Nunca más volvió a abrirse en su localización primitiva (12 rue de l'Odeon), aunque se abrió años más tarde una librería con el mismo nombre como homenaje en otro lugar, junto al río Sena.
En 1956, Beach escribió Shakespeare and Company, libro de memorias de entreguerras que detalla la vida cultural del París de la época. El libro contiene información de primera mano acerca de grandes personajes como James Joyce, D. H. Lawrence, Ernest Hemingway, Ezra Pound, T. S. Eliot, Valery Larbaud, Thornton Wilder, André Gide, Léon-Paul Fargue, George Antheil, Robert McAlmon, Gertrude Stein, Stephen Benet, Aleister Crowley, John Quinn, Berenice Abbott, Man Ray entre otros.
Beach murió en 1962 en París. Está enterrada en el cementerio de Princeton.
Sus papeles se hallan archivados en la Princeton University.

## Legado
- Aparece en el documental Les heures chaudes de Montparnasse, de Jean-Marie Drot.[10]
- Es uno de los personajes principales del documental Paris was a woman, de Greta Schiller.[11]